# همدوسی (فیلم)
همدوسی (به انگلیسی: Coherence) فیلمی در ژانر علمی تخیلی، معمایی و تریلر روان شناختی به کارگردانی جیمز وارد بیرکت محصول سال ۲۰۱۳ می‌باشد.

## داستان
هشت دوست با عبور یک ستاره دنباله دار در یک مهمانی شبانه دور هم جمع می‌شوند. ناگهان برق قطع می‌شود. میزبان‌ها چند شبرنگ دارند که برای نور استفاده می‌کنند و تصمیم دارند از شبرنگ‌های آبی استفاده کنند. همه به بیرون می‌روند و در خیابان، یک خانه می‌بینند که هنوز هم برق دارد. هیو و امیر برای درخواست استفاده از تلفنشان به خانه دیگر می‌روند و چند دقیقه بعد با یک جعبه برمی گردند. در داخل آن یک راکت پینگ پنگ و عکس‌هایی از خودشان پیدا می‌کنند، از جمله یکی از آنها که در آن شب گرفته شده همچنین شماره‌هایی در پشت آنها نوشته شده‌است. هیو می‌گوید که در خانه دیگر، او یک مهمانی شام را برای هشت نفر دیده‌است! دوستان متوجه می‌شوند که خانه دیگر جای دیگری برای آنهاست.

## بازیگران
امیلی بالدنی
موری استرلینگ
نیکولاس برندن
لورین اسکافاریا
الیزابت گریسن